# Хаблиевы
Хабли́евы (осет. Хæблиатæ) — осетинская фамилия.

## Происхождение
Достоверных сведений о происхождении фамилии Хаблиевых, подтверждённых надёжными документами, не имеется. Известно лишь, что фамилия образовалась в горном селении Чми (Дарьяльское ущелье), в период позднего средневековья. В конце XIX — начале XX вв. большая часть семей переместилась в сел. Зильги, где и проживает по настоящее время.
Представители фамилии Хаблиевых героически сражались на полях Великой Отечественной войны. Из многочисленного состава фамилии, проживающих к началу войны в сел. Чми, лишь троим было суждено вернуться — Теболу, Борису (Берс) и Солтанбеку. В честь доблестных сынов одна из улиц была названа именем братьев Хаблиевых.

## Генеалогия
Родственной фамилией (осет. æрвадæлтæ) для Хаблиевых являются Дударовы.

## Известные носители
- Владислав Алимурзаевич Хаблиев (род. 1950) — генеральный директор SKY Media Manufacturing (Switzerland) SA.
- Заурбек Борисович Хаблиев (род. 1932) — морской офицер, награждён орденами Красной Звезды и Трудового Красного Знамени.
- Сафар Муратбекович Хаблиев (1933–2003) — автор книг рассказов и повестей, член Союза писателей, заслуженный работник культуры СО АССР.